# Пудовик, Аркадий Николаевич
Аркадий Николаевич Пудовик (15 марта 1916, Цивильск — 23 февраля 2006, Казань) — советский химик, доктор химических наук (1951), профессор (1952), член-корреспондент АН СССР (1964).

## Биография
В 1938 году окончил Казанский университет.
В 1938—1945 годах работал на заводах г. Казани. С 1945 года в Казанском университете, заведующий кафедрой химии полимеров (1948—1988), декан химического факультета (1950—1959), профессор (1951).
Одновременно с 1946 года работал в Институте органической и физической химии, заведующий организованной им лабораторией элементоорганического синтеза (1964—1989), директор института (1971—1988), советник дирекции (с 1989).
Труды по химии фосфорорганических соединений.
Сын Михаил (род. 1940) — химик, заслуженный деятель науки РФ.

## Труды
- Фосфорсодержащие эфиры акриловой и метакриловой кислот // Докл. АН СССР, 140:4 (1961)
- Реакции присоединения фосфорсодержащих соединений с подвижным атомом водорода // Реакции и методы исследования органических соединений. М., 1968. Кн. 19 (соавт.)
- Реакции производных кислот трёхвалентного фосфора с электрофильными реагентами // Реакции и методы исследования органических соединений. М., 1973. Кн. 23 (соавт.)
- Тиопроизводные кислот трёхвалентного фосфора. М.: Наука, 1990. 174 с. (соавт.)ISBN 5-02-001342-0
- The addition of incomlete esters of phosphorus acids to multiply bonds. The phosphonate-phosphate rearrangment // Chimie organiane du phosphore. 1970. V.182.

## Награды
- Почётный гражданин города Казань (1987).
- Ленинская премия.
- Орден «За заслуги перед Отечеством» IV степени (1996)
- Заслуженный деятель науки Татарской АССР (1966).
- Международная Арбузовская премия.
- Орден «Октябрьской Революции».
- Орден «Трудового Красного Знамени».
- Орден «Дружбы народов».